# Autumn Breeze
Autumn Breeze är en svensk rockgrupp med medlemmar från Forshaga, Karlstad, Säffle, och Stockholm. 
Gruppen bildades 1972 av Gert Nilsson och Leif Forsberg. Under tiden 1972-1979 gjorde gruppen ett flertal inspelningar och grnomförde ett flertal turnéer.Det första LP-albumet Höstbris släpptes 1979 på Ö-records label. 2009 gavs två album ut med tidigare ej publicerade inspelningar, På radio 1978 samt Demo Tapes,på vissa marknader benämnt Cassette tapes, på MyRecords label.
2010 släpptes ytterligare ett album med nyinspelad musik under namnet The Autumn Band , även detta på MyRecords label. Detta följdes upp 2012 med den första delen av trilogin 20:12, Glimpses from a lifetime. 2013 släpptes de två andra delarna, 20:12 Demolition Suite, och 20:12 Suite Avis Fenics. Samtliga delar har en speltid på 20 minuter och 12 sekunder.
Autumn Breeze musik har av kritiker, författare och musikhistoriker kategoriserats som progrock och symfonisk rock dock utan politiskt budskap som annars var vanligt under 1970- och 1980-talen.

## Medlemmar
Nuvarande medlemmar
- Jan Warnqvist – keyboard
- Kenneth Halvarsson – bas, klarinett, saxofon
- Lennart Olsson – trummor
- Mikael Syväjärvi – gitarr
- William Bellbrandt – gitarr
- Ragnar Cleveman – sång
- Sara Bergqvist – sång

Tidigare medlemmar
- Leif Forsberg – sång (avliden)
- Birgitta Nilsson – sång
- Gert Nilsson – gitarr (avliden)
- Gert Magnusson – tvärflöjt, saxofon kompgitarr, sång (avliden)
- Tomas Andersson – trummor, slagverk
- Krister Hildėn – bas
- Kent Pettersson – bas

## Diskografi
Studioalbum
- Höstbris (1979)
- Demo Tapes (CD-R) (2009)
- The Autumn Band (2010)
- 20:12 Glimpses from a Lifetime (2012)
- 20:12 Demolition Suite (2013)
- 20:12 Suite Avis Fenics (2013)
- The Molotov Ribbentrop Pact (2015)
- A tribute to Gert Magnusson (2021)
- Gert´s hymn (2021)

Livealbum
- På radio 1978 (2009)

Samlingsalbum
- 20:12 – Full Trilogy (2013, box set: Glimpses from a Lifetime, Demolition Suite, Suite Avis Fenics)